# Porsche P1
Porsche P1, також відомий як електромобіль Egger-Lohner, модель C.2 Phaeton — електромобіль, що розроблений Фердинандом Порше у 1898 році.

## Характеристики
Автомобіль нагадує дерев'яний ящик або стару кінну карету, але насправді це транспортний засіб з електромотором. 
Модель C.2 Phaeton насправді є чотиримісним транспортним засобом, який приводиться в дію від «восьмикутного» електродвигуна, який отримав свою назву від восьмисторонньої конструкції корпусу двигуна. Електродвигун може виробляти 3 к. с. (2,2 кВт) потужності при 350 об/хв. Автомобіль досягав максимальної швидкості 35 км/год (22 миля/год).  Запас ходу сягав від трьох до п'яти годин, а максимальна відстань на одній зарядці — 79 км. Він використовував складну серію передач, де він приводиться в рух за допомогою 12-ступінчастого контролера, з яких шість призначені для передніх передач, дві для заднього ходу і чотири для гальмування автомобіля.
Завдяки змінному кузову його можна використовувати влітку та взимку, а також у сонячні та дощові дні. Автомобіль в основному виготовлений з дерева і важив 1350 кг, при чому на акумулятор припадало понад 500 кг ваги. Колеса також виготовлені з дерева та оточені пневматичними шинами .

## Історія
У 1898 році Фердинанд Порше розробив свій перший автомобіль і назвав його електромобілем Egger-Lohner, модель C.2 Phaeton або скорочено «P1». Коротка назва «P1» походить від Фердинанда Порше. Він вигравірував код «P1», що означає Porsche номер 1, на всіх компонентах транспортного засобу. P1 спочатку був створений для компанії з виробництва автомобілів Jacob Lohner. Людвіг Лонер, власник Jacob Lohner, переконався, що епоха коней і карет закінчилася, і попросив Фердинанда Порше створити електропривод. 26 червня 1898 року P1 офіційно вийшов на вулиці Відня (Австрія). 28 вересня 1899 року Фердинанд Порше взяв участь у берлінських шосейних перегонгах на P1, де виграв золоту медаль і перетнув фінішну лінію на 18 хвилин раніше, ніж другий автомобіль. P1 він також виграв ще один титул, де P1 вийшов на перше місце в тесті ефективності, де він був зафіксований як автомобіль з найнижчим енергоспоживанням у міському транспорті.

Автомобіль зник на 112 років і лише у 2014 році був знайдений на складі в Австрії, де він залишався недоторканим з 1902 року. Автомобіль залишається в чистому та хорошому стані, де двигун все ще працює, однак батареї та сидіння зникли. P1 демонструється в Музеї Porsche у Штутгарті (Німеччина).